# Eketörténeti Kiállítás
A Nyugat-magyarországi Egyetem Mezőgazdaság- és Élelmiszertudományi Kara Mosonmagyaróváron 1983-ban nyitotta meg a Mezőgazdasági Múzeum segítségével eketörténeti kiállítását. Az eke fejlődésének fontosabb állomásait mutatja be, az ősi ekéktől (az úgynevezett „túróekéktől”) a 20. század közepéig gyártott modern ekékig.
A műszaki fejlődés és az agrotechnika változásait követi nyomon. Megtalálhatók az eredeti példányok és a gyártott termékek modelljei is. Mindegyik mögött ott van a munkafolyamatot bemutató metszet és rövid leírás, ami jól szolgálja a látogatók tájékoztatását.
A kiállítás nagy gondot fordított a Kühne-gyár ekéinek bemutatására, tekintettel arra, hogy a gyár a városban működik. A gyár a 19. században az akkori legkiválóbb ekéket gyártotta és sorra nyerte meg a nemzetközi kiállításokon az elismerő díjakat.